# ГЕС-ГАЕС Іннерфрагант
ГЕС-ГАЕС Іннерфрагант (нім. Kraftwerk Innerfragant) — одна із електростанцій у австрійській провінції Каринтія. Входить до складу гідровузла Фрагант, в якому становить середню ступінь. До цього гідровузла входить також ГАЕС Фельдзеє.
Живлення гідровузла забезпечують водосховища на південному схилі хребта Високий Тауерн, що тягнеться у широтному напрямку та утворює водорозділ між долинами Мьолля (ліва притока Драви) і протікаючого північніше Зальцаха (права притока Інну). Зазначені водосховища — із заходу на схід це Зірмзеє (2529), здвоєне Гроссзеє-Хохвюртеншпейхер (2417), Вейссзеє (2365), Stübelesee (2208), Фельдзеє (2217), Oscheniksee (2394) — лежать біля витоків струмків, що стікають із Тауерну в Мьолль. Всі, крім останнього, працюють на забезпечення верхнього ступеню гідровузла — ГЕС Циркніц (Zirknitz), відпрацьована якою вода потрапляє в розташоване на позначці 1700 метрів над рівнем моря в долині струмку Вюртенбах водосховище Вюртеншпейхер. Останнє постачає ресурс для роботи другого ступеню — ГЕС Іннерфрагант, котра розташована на рівні 1200 метрів над рівнем моря нижче по долині Вюртенбаху, неподалік від його впадіння у Клайнфрагантбах (один із витоків Фрагантбаху, лівої притоки Мьолля).
Проте найбільший напір у 1185 метрів для станції Іннерфрагант забезпечує її робота з водосховищем Oscheniksee, розташованим на горі, що нависає зі сходу над долиною Вюртенбаху. Сховище утримує кам'яно-накидна гребля із асфальтовим облицюванням висотою 81 метр, завершена у 1978 році (будівництво всієї ГЕС закінчили у 1981-му). Об'єм водосховища 31,7 млн м3, що на порядок більше ніж у Вюртеншпейхер (2,7 млн м3).
Третім джерелом для подачі води на турбіни ГЕС Іннерфрагант є водосховище Хасельштейн, яке розташоване на західному боці долини на висоті 1488 метрів та поповнюється зі згаданого вище струмка Клайнфрагантбах. Щоправда у цьому випадку напір буде меншим за 300 метрів.
Особливістю станції Іннерфрагант є її можливість працювати в режимі гідроакумуляції, коли вода із Вюртеншпейхер та Хасельштейн перекачується до Oscheniksee. Найбільший підйом при цьому між двома останніми резервуарами — 906 метрів, на якому працював шестистадійний насос потужністю 27 МВт, що міг подавати 2,7 м3/сек. За три десятки років експлуатації він перекачав 540 млн м3 води, поки в 2016 році не був замінений на новий потужністю 30 МВт із продуктивністю 3,3 м3/сек. Також на станції встановлені чотиристадійні насоси потужністю по 25 МВт, а для виробництва електроенергії — турбіни типу Пелтон потужністю по 28 МВт.
Відпрацьована турбінами вода відводиться у розташований поряд балансуючий резервуар, звідки подається далі на нижню ступінь гідровузла — ГЕС Ауссерфрагант, розташовану вже в долині Мьолля на рівні 715 метрів. При цьому завдяки перепаду висот до балансуючого резервуару транзитом через ГЕС Ауссерфрагант може надходити вода, відпрацьована на ГЕС Вьолла. Остання працює на протилежному, південному, боці долини Мьолля на ресурсі потоків гірського масиву Kreuzeckgruppe (відділяє Мьолль від наступної долини Драви).
Окрім подачі води на нижній ступінь, балансуючий резервуар може поповнювати водосховище Хасельштейн. Для цього тут встановлено гідроагрегат, що здатен видавати в насосному режимі 4,9 МВт (перекачуючи 1,6 м3/сек), а у турбінному режимі 3,9 МВт.
Можливо відзначити, що в 2009 році у складі гідровузла Фрагант з'явилась друга гідроакумулююча станція, при цьому її нижнім резервуаром слугує одне з підключених до ГЕС Іннерфрагант водосховищ — Вюртеншпайхер (ГАЕС Фельдзеє).